# Épouse du prétendant légitimiste au trône de France

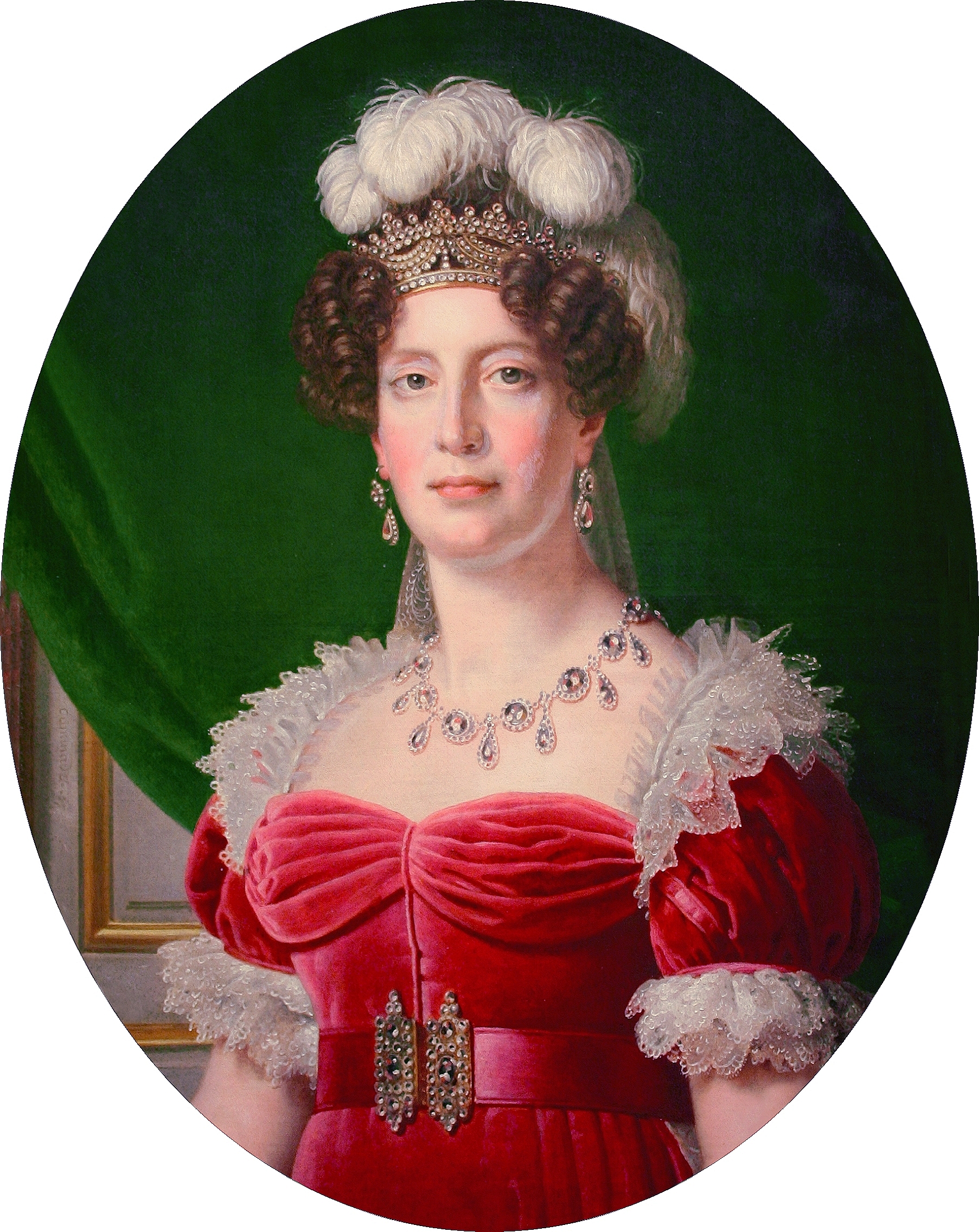
Marie-Thérèse de France, première épouse d’un prétendant légitimiste.

L’appellation d’« épouse du prétendant légitimiste » est le titre non officiel donné au conjoint du prétendant légitimiste à la Couronne de France. Pour les légitimistes, il s’agit de la reine de France et de Navarre.

## Origines de la distinction
À la mort du roi Charles X, le 6 novembre 1836 à Görz (Autriche), son fils le dauphin Louis de France (devenu en exil le « comte de Marnes ») lui succède en tant qu’aîné de la maison de Bourbon, devenant ainsi le prétendant légitimiste aux trônes de France et de Navarre. Celui-ci, que ses partisans appellent « Louis XIX », a épousé, en 1799, Marie-Thérèse de France sa cousine germaine : elle devint ainsi, en 1836, la première épouse d’un prétendant légitimiste au trône de France (l’épouse de Charles X étant décédée en 1805).
Dans l’espoir d’une nouvelle restauration après l’« usurpation » du duc d’Orléans  — devenu Louis-Philippe Ier — les partisans des Bourbons se divisent entre les soutiens de Charles X (puis de son fils le « comte de Marnes »), appelés « carlistes », et ceux de son petit-fils Henri d'Artois, duc de Bordeaux (devenu en exil le « comte de Chambord »), appelés « henriquinquistes ». Peu à peu, et ce dès 1844, le mouvement prend une appellation plus générale — qui perdure jusqu’à aujourd’hui — ; celle de « légitimisme », en référence à la légitimité que la branche aînée aurait sur la branche cadette en vertu des lois de dévolution ancestrales de la couronne.
Les régimes politiques français se succédant, avec certains d’entre eux ouvertement hostiles à toute forme de monarchie, et plus particulièrement à celle des Bourbons, les prétendants se sont de la même manière succédé au fil des temps. L’actuel prétendant est le « duc d’Anjou », Louis de Bourbon, aussi connu sous la titulature royale de « Louis XX », descendant direct de Philippe V d’Espagne. Marié depuis 2004 à Marie-Marguerite Vargas Santaella, cette dernière est donc l’actuelle épouse du prétendant, c’est-à-dire, pour les légitimistes, l’actuelle « reine de France et de Navarre ».
À noter que les prétendants orléanistes se veulent eux aussi, depuis la mort du comte de Chambord et à la suite d'une fusion dynastique qu'ils revendiquent entre les principes orléanistes et légitimistes, les seuls prétendants légitimes au trône (et, par ricochet, leurs épouses) puisque, devenus étrangers à la suite des traités d'Utrecht, Philippe V d'Espagne et ses enfants auraient perdu tout droit au trône de France et seraient selon ces royalistes, ainsi que leurs descendants, frappés d'un vice de pérégrinité.

## Épouses des prétendants légitimistes
| Rang | Portrait                                      | Nom                                                         | Durée                                             | Époux        | Maison                   | Armoiries |
| --- | --------------------------------------------- | ----------------------------------------------------------- | ------------------------------------------------- | ------------ | ------------------------ | --------- |
| 1 | Marie-Thérèse de France                       | Marie-Thérèse de France 1778 — 1851 Décédée à 72 ans        | 1836 — 1844                                       | Louis XIX    | Maison de Bourbon        |           |
| Vacance de la distinction (1844-1846), le prétendant Henri V n’ayant pas d’épouse. |                                               |                                                             |                                                   |              |                          |           |
| 2 | Marie-Thérèse de Modène                       | Marie-Thérèse de Modène 1817 — 1886 Décédée à 68 ans        | 1846 — 1883                                       | Henri V      | Maison de Habsbourg-Este |           |
| 3 | Marie-Béatrice de Modène                      | Marie-Béatrice de Modène 1824 — 1906 Décédée à 82 ans       | 1883 — 1887                                       | Jean III     | Maison de Habsbourg-Este |           |
| 4 | Marguerite de Parme                           | Marguerite de Parme 1847 — 1893 Décédée à 46 ans            | 1887 — 1893                                       | Charles XI   | Maison de Bourbon-Parme  |           |
| Vacance de la distinction (1893-1894), le prétendant Charles XI ayant perdu la précédente épouse. |                                               |                                                             |                                                   |              |                          |           |
| 5 | Berthe de Rohan                               | Marie-Berthe de Rohan 1868 — 1945 Décédée à 76 ans          | 1894 — 1909                                       | Charles XI   | Maison de Rohan          |           |
| Vacance de la distinction (1909-1931), le prétendant Jacques Ier n’ayant pas d’épouse. |                                               |                                                             |                                                   |              |                          |           |
| 6 | Marie des Neiges de Bragance et son époux     | Marie-des-Neiges de Bragance 1852 — 1941 Décédée à 88 ans   | 1931 — 1936                                       | Charles XII  | Maison de Bragance       |           |
| 7 | Victoire-Eugénie de Battenberg                | Victoire-Eugénie de Battenberg 1887 — 1969 Décédée à 81 ans | 1936 — 1941                                       | Alphonse Ier | Maison de Battenberg     |           |
| 8 | Emmanuelle de Dampierre dans les années 1940. | Emmanuelle de Dampierre 1913 — 2012 Décédée à 98 ans        | Jus canonicum 1941 — 1975 Jus civilis 1941 — 1947 | Henri VI     | Maison de Dampierre      |           |
| N.B. : le mariage d'Henri VI et d'Emmanuelle de Dampierre fut annulé civilement par un tribunal civil roumain en 1947 (annulation civile reconnue par la justice italienne), mais jamais annulé par l'Église catholique. Emmanuelle de Dampierre resta donc l'épouse légitime d'Henri VI pour les légitimistes français et en droit canonique. |                                               |                                                             |                                                   |              |                          |           |
| civilement | Charlotte Tiedemann                           | Charlotte Tiedemann 1919 — 1979 Décédée à 60 ans            | Jus civilis 1949 — 1975                           | Henri VI     | Famille Tiedemann        |           |
| 9 | Marie du Carmel Martínez-Bordiú               | Marie du Carmel Martínez-Bordiú 1951                        | Jus canonicum 1975 — 1986 Jus civilis 1975 — 1982 | Alphonse II  | Famille Martínez (es)    |           |
| Vacance de la distinction (1986-1989), le prétendant Alphonse II ayant divorcé de la précédente épouse. |                                               |                                                             |                                                   |              |                          |           |
| Vacance de la distinction (1989-2004), le prétendant Louis XX n’ayant pas d’épouse. |                                               |                                                             |                                                   |              |                          |           |
| 10 | Marie-Marguerite Vargas Santaella             | Marie-Marguerite Vargas Santaella 1983                      | 2004 —                                            | Louis XX     | Famille Vargas           |           |